# 大沢雄一
大沢 雄一（おおさわ ゆういち、1902年（明治35年）12月13日 - 1984年（昭和59年）7月23日）は、日本の政治家。埼玉県知事（公選第2、3代）、参議院議員（1期）、衆議院議員（1期）、内務官僚。

## 経歴
1902年、埼玉県北葛飾郡三輪野江村（現吉川市）に生まれる。
野口英世のような存在を目指して医師を志し、父も村で開業医になることを望んでいた。だが旧制新潟高等学校入学後に結核にかかり、5年の療養後に今度は弁護士を目指して中央大学専門部法学科に入学。
1929年大学卒業後は内務省に入り、佐賀県赴任を経て中国開封領事として終戦を迎え、引き揚げ。
埼玉に戻ると県教育部長や総務部長になった後の1949年、埼玉県知事に当選。知事としては県庁舎や県財政の再建、町村合併促進、工場誘致、保健所開設、武蔵野線実現に向けて携わった。1956年5月、知事2期目途中で辞任。同年7月、第4回参議院議員通常選挙埼玉県地方区に自由民主党から出馬し、初当選。
1959年第2次岸改造内閣建設政務次官。1960年10月参議院議員を辞職、翌11月第29回衆議院議員総選挙埼玉4区に自由民主党から出馬し、初当選。首都圏整備委員会委員として武蔵野線、常磐自動車道、東京外かく環状道路建設に携わった。
1974年浦和市名誉市民、1980年春の叙勲で勲二等旭日重光章を受章（勲五等からの昇叙）。
1984年7月23日死去、81歳。死没日をもって従五位から正四位に叙される。